# 劉光篔
劉光篔（1872年—？年），字竹君，號蘭村，四川省敘州府富順縣人，光緒三十年進士，戊戌六君子之一劉光第從弟。

## 生平
- 由廩生中式光緒二十八年（1902年）壬寅恩正並科舉人[2]。
- 光緒三十年（1904年），中式甲辰恩科會試第263名貢士[3]。
- 殿試三甲八十五名進士，覆試三等九十七名，朝考三等五十名[4]。
- 光緒三十三年（1907年），任江西貴溪縣知縣[5]。